# ألبكة
الألبكة (الاسم العلمي:Lama Pacos) هو حيوان ثدييي ذو حافر مدجن شبه مستأنس من فصيلة الجمليات يعيش في أعالى جبال الأنديز بأمريكا الجنوبية ويشبه الخروف طويل الرقبة، ويشبه أيضا اللامة الصغيرة، وتؤكد الدراسات الجينية الحديثة أنه ينحدر من سلالة حيوان الفكونة الجنوب أمريكي.
يتم الاحتفاظ بالألبكة في القطعان التي ترعى في مرتفعات جبال الأنديز في جنوب بيرو وبوليفيا الشمالية والإكوادور وشمال تشيلي على ارتفاع 3500 متر (11500 قدم) إلى 5000 متر (16000 قدم) فوق مستوى سطح البحر، وعلى مدار السنة، ألبكة هي أصغر من اللامة، وعلى عكس حيوانات اللامة، لم ترب على أن تكون الحيوانات من العبء، ولكن تربى من أجل صوفها، ويستخدم الألبكة ألياف لصنع سلع منسوجة على غرار الصوف وتلك البنود تشمل البطاطين، والسترات والقبعات والقفازات، والأوشحة، وتشكيلة واسعة من الأقمشة والعباءات في أمريكا الجنوبية، والبلوزات والجوارب، والمعاطف وأغطية فراش في أجزاء أخرى من العالم. الألياف تأتي في أكثر من 52 لونا طبيعيا كما صنفت في بيرو، و12 حسب تصنيف في أستراليا و16 حسب تصنيف في الولايات المتحدة.
في صناعة النسيج، «الألبكة» يشير في المقام الأول على الشعر من ألبك في بيرو، ولكن على نطاق أوسع لأنه يشير إلى نمط من القماش في الأصل من الشعر الألبكة، ولكن الآن في كثير من الأحيان من الألياف المماثلة، مثل الموهير، الآيسلندي صوف الأغنام، أو حتى عالية الجودة من الصوف الإنجليزية. في التجارة، ويتم التمييز بين ألبك وأنماط عدة من الموهير واللمعان.
والالباكا الكبيرة يصل طولها بين 81-99 سم، وهي تزن عادة بين 48 و84 كيلوجرام (106 و185 رطل).

## خلفية
كانت الألبكة منذ آلالاف السنوات، يستخدم شعب الموش في بيرو صور الألبكة في فنونهم، ولم تعرف ألبكة تعيش في البرية، ويعتقد أن الفكونة هي الجد البرى للألبكة، على الرغم من أن الألبكة أكبر من الفكونة، ويعتبران من فصيلة الجمليات، وتربى الألبكة على وجه الحصر لأجل اللحوم والألياف فقط لصغرها على أن تستخدم مثل باقى الحيوانات
واعتبرت الألبكة طعاما شهيا من قبل سكان الانديز، حيث استعملوا لحم الألبكة كطعام لهم، ويصبح غير قانونى تهريب الألبكة التي أصبحت مشكلة متزايدة

## سلوك الألبكة
الألبكة من أكثر الحيوانات الاجتماعية، حيث تعيش في قطعان أو مجموعات عائلية، والألبكة تحذر القطيع من الأخطار عن طريق استنشاق صاخب، يمكن للقطيع مهاجمة أصغر الحيوانات المفترسة باستخدام قدميه الأماميتين عن طريق ركله أو بالبصق عليه.

### البصق
لا تقوم كل الألبكة بالبصق ولكن كلهن قادرات على ذلك ويكون البصق لطيفا إلى حد ما. في بعض الأحيان يكون البصق عبارة عن قذيفة من الهواء فقط وقليلا من اللعاب. ويمكن أن يكون البصق بما في محتويات المعدة من أمزجة عشبية ومحتويات خضراء. تقوم الألبكة بتصويبها على الهدف الذي من الممكن أن يكون إنسانا.
الألبكة تخرج المواد المراد بصقها من ما يسمى "بالفم الحامض"" (بالإنجليزية: Sour mouth)‏ وسبب بصق تلك الأحماض هي وجودها في المعدة التي يعتبر تذوقها غير سارا.

### الاتصال الجسدي
معظم الألبكة لا تحب أن تمسك، أو أن يداعب في أي مكان في أجسادهن، على الرغم من أن العديد منهم لا يحبون لمس أقدامهم أو سيقانهم، وخصوصا لمس البطن أو التعامل معها.

### النظافة
يتخلص الألبكة من الفضلات في مكان واحد، حيث توجد كومة بها كل فضلات القطيع، هذا السلوك يميل إلى الحد من انتشار الطفيليات الداخلية، عموما يكون الذكور أكثر ترتيبا من ذلك، وتكون كمية فضلاتهم أقل من كمية فضلات الإناث، والتي تميل للوقوف في صف ويذهب كل في آن واحد، ويبدأ في التبول و/ أو التبرز، وبقية القطيع غالبا ما يلي.

## اقرأ كذلك
- قائمة مزدوجات الأصابع حسب العدد